# Louise Moriarty
Louise Moriarty (Dublín, 22 de desembre de 1978) fou una ciclista irlandesa. Combinà la pista amb la carretera.

## Palmarès en ruta
- 2006
  -  Campiona d'Irlanda en contrarellotge
- 2007
  -  Campiona d'Irlanda en contrarellotge
  - 1a a l'Omloop van het Hageland

## Palmarès en pista
- 2008
  -  Campiona d'Irlanda en 500 m.
  -  Campiona d'Irlanda en Persecució
  -  Campiona d'Irlanda en Puntuació
  -  Campiona d'Irlanda en Scratch